# Edward Henry Potthast

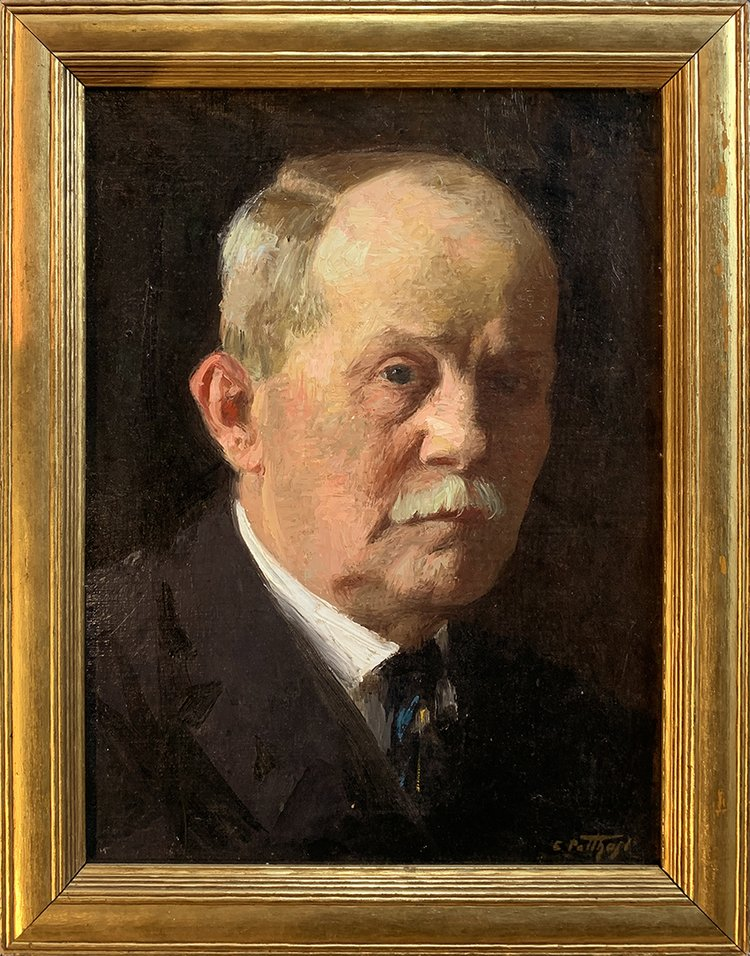
Selbstporträt des Künstlers

Edward Henry Potthast (* 10. Juni 1857 in Cincinnati, Ohio; † 9. März 1927 in New York City, New York) war ein US-amerikanischer Impressionistischer Maler.

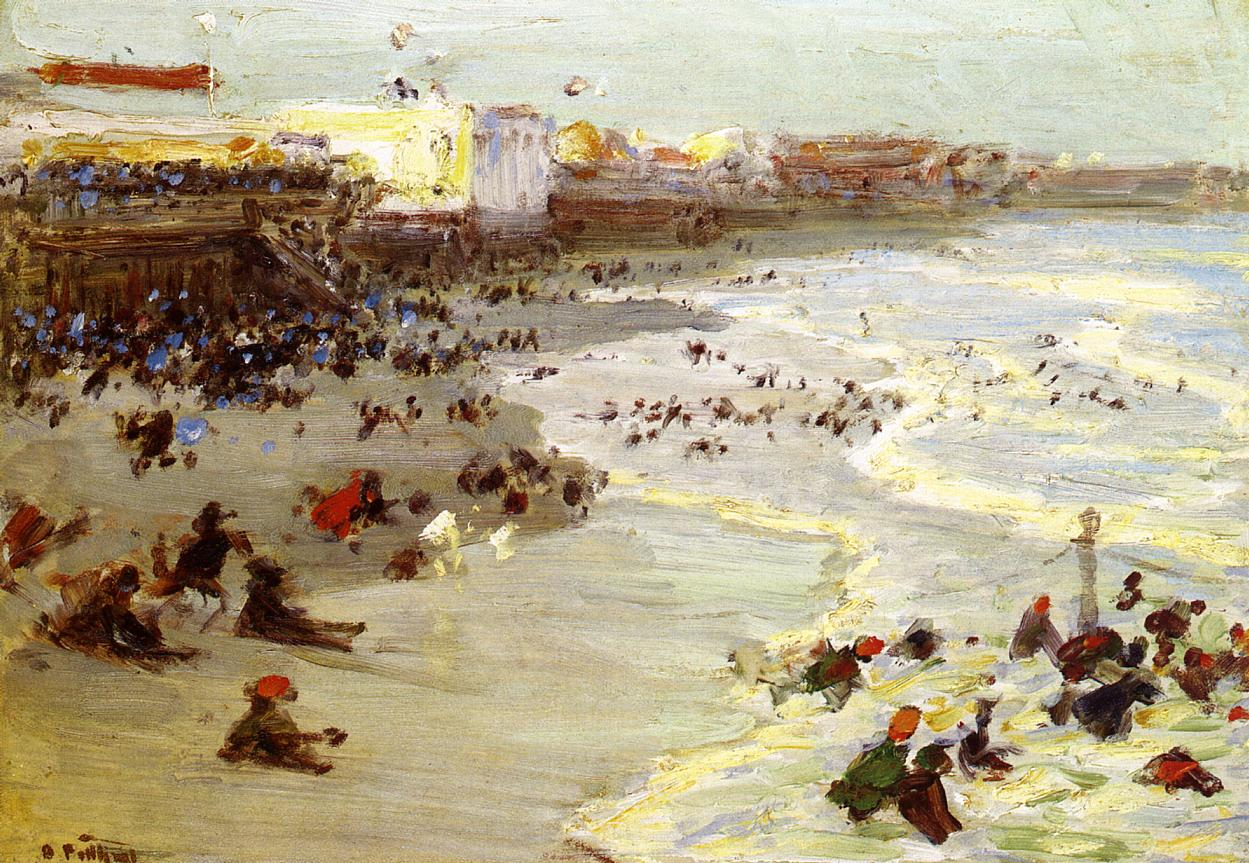
Coney Island, Potthast-Gemälde (1914)

Von 1879 bis 1881 studierte Potthast bei Thomas Satterwhite Noble. Später ging er an die Königliche Akademie in München zu Carl von Marr. 1885 zurückgekehrt nach Cincinnati studierte er wieder bei Noble. 1886 setzte Potthast in Paris sein Studium bei Fernand Cormon fort.
Potthast arbeitete als Illustrator bei einem Zeitungsmagazin. Bei Ausstellungen an der National Academy of Design, der Society of American Artists und dem Salmagundi Club errang er zahlreiche Preise. Seine Motive waren der Central Park, die Landschaft New Englands und Strandszenen von Long Island. Seine Werke hängen in zahlreichen amerikanischen Museen.
1906 wurde Edward Henry Potthast zum Mitglied (NA) der National Academy of Design gewählt.